# At Swords' Point
At Swords' Point è un cortometraggio muto del 1918 diretto da Alfred Santell.

## Produzione
Il film fu prodotto dalla Nestor Film Company.

## Distribuzione
Distribuito dall'Universal Film Manufacturing Company, il film - un cortometraggio di una bobina - uscì nelle sale cinematografiche statunitensi il 4 marzo 1918.